# Indische gier
De Indische gier (Gyps indicus) is een Aziatische gier die nauw verwant is met de Bengaalse gier en de vale gier.

## Kenmerken
De Indische gier is kleiner en minder zwaar gebouwd dan de vale gier uit Europa en weegt tussen de 5,5 en 6,3 kilogram. Net als de meeste gieren is de Indische gier voornamelijk een aaseter.

## Verspreiding en leefgebied
De vogel komt voor in zuidoostelijk Pakistan en zuidelijk India waar ze tijdens de broedtijd in kleine kolonies te vinden zijn.

## Status
Net als de Bengaalse gier die in hetzelfde gebied voorkomt, ondervindt de Indische gier ook schade door de pijnstiller diclofenac die gebruikt wordt door veeboeren. Deze stof is dodelijk giftig voor gieren. Deze gier was rond 1985 veel algemener. Tussen het midden van de jaren 1990 en het begin van de 21ste eeuw is deze gier met 97% afgenomen. Als het middel diclofenac wordt vervangen door ketoprofen, blijft er schade aan de gierenpopulatie doordat dit middel ook giftig voor deze roofvogels is.
In 2008 en 2009 waren er in India 71 Indische gieren in gevangenschap in twee speciale centra waar de vogels worden gefokt om later te worden uitgezet op plaatsen waar lokaal de populatie is uitgestorven. In 2015 werd een ruwe schatting gemaakt van de grootte van de wereldpopulatie van 5.000 - 15.000 volwassen exemplaren; dit aantal neemt waarschijnlijk nog steeds af, daarom staat de Indische gier als ernstig bedreigd (kritiek) op de Rode Lijst van de IUCN.